# Terdobbiate
Terdobbiate (Tardobià in piemontese, Tardubiàa in lombardo) è un comune italiano di 458 abitanti della provincia di Novara in Piemonte.

## Origini del nome
Prende il nome dal torrente Terdoppio.

## Storia

### Simboli
Lo stemma e il gonfalone sono stati concessi con decreto del presidente della Repubblica del 23 giugno 1989..
Il gonfalone è un drappo di azzurro.

## Monumenti e luoghi d'interesse
- Il castello dei conti Cicogna, risalente al X secolo ma frutto di varie fasi costruttive, oggi abitazione privata[8][9]
- La chiesa parrocchiale dei Santi Giorgio e Maurizio, riedificata negli anni Cinquanta del Novecento su una precedente chiesa del XVI secolo della quale si conserva solo il campanile seicentesco
- L'oratorio di San Pietro, piccolo edificio riccamente affrescato, al suo interno conserva una pala d'altare cinquecentesca attribuita a Francesco Cagnola

## Società

### Evoluzione demografica
Abitanti censiti

## Amministrazione
Di seguito è presentata una tabella relativa alle amministrazioni che si sono succedute in questo comune.
| Periodo        | Periodo        | Primo cittadino            | Partito                                               | Carica  | Note   |
| -------------- | -------------- | -------------------------- | ----------------------------------------------------- | ------- | ------ |
| 24 giugno 1985 | 12 giugno 1990 | Alessandro Cicogna Mozzoni | Democrazia Cristiana                                  | Sindaco | [ 11 ] |
| 12 giugno 1990 | 24 aprile 1995 | Giuseppe Nuvoloni          | Democrazia Cristiana                                  | Sindaco | [ 11 ] |
| 24 aprile 1995 | 14 giugno 1999 | Gianfranco Maria Paoli     | Partito Democratico della Sinistra                    | Sindaco | [ 11 ] |
| 14 giugno 1999 | 14 giugno 2004 | Gianfranco Maria Paoli     | lista civica                                          | Sindaco | [ 11 ] |
| 14 giugno 2004 | 8 giugno 2009  | Lodovica Ferrari           | lista civica                                          | Sindaco | [ 11 ] |
| 8 giugno 2009  | 26 maggio 2014 | Lodovica Ferrari           | lista civica                                          | Sindaco | [ 11 ] |
| 26 maggio 2014 | 26 maggio 2019 | Domenico Merisi            | lista civica Vivere Terdobbiate                       | Sindaco | [ 11 ] |
| 26 maggio 2019 | 9 giugno 2024  | Domenico Merisi            | lista civica Vivere Terdobbiate                       | Sindaco | [ 11 ] |
| 9 giugno 2024  | in carica      | Alessandro Savoini         | lista civica Tradizione e Innovazione per Terdobbiate | Sindaco | [ 11 ] |